# Amelia Piccinini
Amelia Piccinini (ur. 17 stycznia 1917 w Alessandrii, zm. 3 kwietnia 1979 w Turynie) – włoska lekkoatletka specjalizująca się w pchnięciu kulą oraz w skoku w dal, uczestniczka letnich igrzysk olimpijskich w Londynie (1948), srebrna medalistka olimpijska w pchnięciu kulą.

## Sukcesy sportowe
Wielokrotna mistrzyni Włoch:
- dwunastokrotnie w pchnięciu kulą – 1941, 1942, 1943, 1946, 1947, 1948, 1949, 1950, 1951, 1952, 1953, 1954
- czterokrotnie w skoku w dal – 1939, 1940, 1943, 1946
- czterokrotnie w pięcioboju – 1937, 1946, 1947, 1948
- czternastokrotna rekordzistka Włoch w pchnięciu kulą[2]

| Rok  | Miasto   | Zawody               | Konkurencja               | Wynik                    |
| ---- | -------- | -------------------- | ------------------------- | ------------------------ |
| 1946 | Oslo     | Mistrzostwa Europy   | pchnięcie kulą skok w dal | brązowy medal 4. miejsce |
| 1948 | Londyn   | Igrzyska olimpijskie | pchnięcie kulą            | srebrny medal            |
| 1950 | Bruksela | Mistrzostwa Europy   | pchnięcie kulą            | 7. miejsce               |

## Rekordy życiowe
- skok w dal – 5,53 – Turyn 12/07/1942
- pchnięcie kulą – 13,39 – Rzym 22/05/1949